# Kancabchén de Valencia
Kancabchén de Valencia es una localidad del municipio de Sudzal en el estado de Yucatán, México.

## Toponimia
El nombre (Kancabchén de Valencia) proviene Kancabchén que en idioma maya significa pozo de tierra roja y Valencia es un apellido español.

## Hechos históricos
- En 1940 cambia su nombre de Kancabchén a Kancabchén de Valencia. Pasa del municipio de Izamal al de Sudzal.

## Demografía
Según el censo de 2005 realizado por el INEGI, la población de la localidad era de 26 habitantes, de los cuales 16 eran hombres y 10 eran mujeres.
| 77                          | 48 | 4 | 17 | 53 | 75 | 105 | 106 | 60 | 20 | 36 | 35 | 26 |
| (Fuente: INEGI [Consultar]) |    |   |    |    |    |     |     |    |    |    |    |    |